# دالشن
دالشن (به لهستانی:  Daleszyn) یک روستا در لهستان است که در گمینا گوستنگ واقع شده‌است. دالشن ۴۸۰ نفر جمعیت دارد.